# When Cupid Crossed the Bay
When Cupid Crossed the Bay è un cortometraggio muto del 1915 diretto da Al Christie (con il nome Al E. Christie).

## Produzione
Il film fu prodotto dalla Nestor Film Company. Venne girato in California, nella San Francisco Bay.

## Distribuzione
Distribuito dall'Universal Film Manufacturing Company, il film - un cortometraggio di 150 metri - uscì nelle sale cinematografiche USA il 18 maggio 1915.
Nelle proiezioni, veniva programmato con il sistema dello split reel, accorpato in un'unica bobina con un altro cortometraggio prodotto dalla Nestor, il documentario Homer Croy Along the Nile.